# Karl Theophil Fries
Karl Fries, auch Karl Theophil Fries, (* 13. März 1875 in Kiedrich; † 6. September 1962 in Marburg) war ein deutscher Chemiker und Professor.

## Leben
Karl Fries wurde als zweites von drei Kindern des Realschullehrers Theophil Fries und dessen Frau Juliane Zanders geboren und studierte nach seinem Abitur 1894 zunächst Naturwissenschaften und Mathematik an der Universität Marburg, wo er Bekanntschaft mit dem vier Jahre jüngeren Otto Hahn machte und wie dieser Mitglied der Landsmannschaft Nibelungia Marburg wurde. Ab 1895 studierte er an der TH Darmstadt Chemie, kehrte aber im folgenden Jahr nach Marburg zurück und wurde über „Ketochloride und Methylenchinone der Stilbenreihe“ promoviert; sein Doktorvater war Theodor Zincke. 
Seinen Militärdienst leistete er als Einjährig-Freiwilliger ab und wurde 1900 planmäßiger Assistent am Chemischen Institut der Universität. Dort habilitierte er sich 1905 und wurde 1912 zum außerordentlichen Professor ernannt. 1914 wurde er zum Kriegsdienst herangezogen. Er wurde in Flandern verwundet und beendete den Krieg als Kompanieführer, Leutnant d. R. und Inhaber des Eisernen Kreuzes. 1918 wurde er als ordentlicher Professor und Leiter des Chemischen Institutes an die Technische Hochschule Braunschweig (heute Technische Universität Braunschweig) berufen. Im Jahr 1925 wurde er zum Mitglied der Leopoldina gewählt. 
Fries war Mitglied der DVP und politisch konservativ eingestellt. Er war als Gegner der Nationalsozialisten bekannt, die im Freistaat Braunschweig bereits seit 1930 an der Macht waren und zunehmend Einfluss auf die Hochschule zu nehmen versuchten. Bis 1933 unterstützte er die Hochschulleitung der TH Braunschweig in ihrem Kampf gegen den Volksbildungsminister Dietrich Klagges. Noch im März 1933 verweigerte er seine Zustimmung beim Versuch der nationalsozialistisch eingestellten Assistentenschaft der TH, eine Hakenkreuzflagge auf dem Hochschulgebäude zu hissen. Schließlich geriet er in Konflikt mit seinem langjährigen Assistenten Bodo Heinemann, der inzwischen zum NS-Dozentenbundsführer an der TH Braunschweig avanciert war. Im Volksbildungsministerium wurde Fries als „politisch unzuverlässig“ eingestuft. Im so genannten „Fall Krauß“, in dem die Studenten der Chemischen Abteilung streikten, um ihrer Forderung nach Entlassung des ihrer Meinung nach unfähigen Professors Ferdinand Krauß (ein aktiver Nationalsozialist) Nachdruck zu verleihen, geriet Fries wieder ins Visier der nationalsozialistischen Führung und ersuchte schließlich am 4. März 1938 um Emeritierung aus gesundheitlichen Gründen. 1940 ging er wieder an die Universität Marburg, wo er 1942 einen unbesoldeten Lehrauftrag erhielt. Nach dem Krieg blieb Fries in Marburg und hielt bis 1950, seinem 75. Lebensjahr, Vorlesungen. Seit 1946 war er korrespondierendes Mitglied der Braunschweigischen Wissenschaftlichen Gesellschaft.

## Arbeitsgebiete
Er arbeitete über die Umlagerung von O-Acylphenolen in ortho-Acylphenole, die nach ihm als Fries-Umlagerung oder Fries-Verschiebung benannt wurde. Weitere Arbeitsfelder waren aromatische Amine und Phenole, Stickstoff-Heterocyclen und die Valenztheorie aromatischer Polycyclen (Doppelbindungsregel).